# Cybalomia triplacogramma
Cybalomia triplacogramma là một loài bướm đêm trong họ Crambidae.